# Collegio di Jarrow
Jarrow è stato un collegio elettorale situato nel Tyne and Wear, nel Nord Est dell'Inghilterra, e rappresentato alla Camera dei comuni del Parlamento del Regno Unito. Eleggeva un membro del parlamento con il sistema first-past-the-post, ossia maggioritario a turno unico; il collegio è stato abolito in occasione della revisione periodica del 2024.

## Estensione
- 1885-1918: i Municipal Borough di Jarrow e South Shields, la divisione sessionale di South Shields, e parte della parrocchia civile di Heworth.
- 1918-1950: il Municipal Borough di Jarrow, e i distretti urbani di Felling e Hebburn.
- 1950-1955: il Municipal Borough di Jarrow, e i distretti urbani di Boldon, Felling e Hebburn.
- 1955-1983: il Municipal Borough di Jarrow, e i distretti urbani di Boldon e Hebburn.
- 1983-1997: i ward del borgo di South Tyneside di Bede, Biddick Hall, Boldon Colliery, Cleadon and East Boldon, Fellgate and Hedworth, Hebburn Quay, Hebburn South, Monkton, Primrose e Whitburn and Marsden.
- 1997-2010: i ward del borgo di South Tyneside di Bede, Boldon Colliery, Cleadon and East Boldon, Fellgate and Hedworth, Hebburn Quay, Hebburn South, Monkton, Primrose e Whitburn and Marsden, e il ward del Borough di Gateshead di Wrekendyke.
- 2010-2024: i ward del borgo di South Tyneside di Bede, Boldon Colliery, Cleadon and East Boldon, Fellgate and Hedworth, Hebburn North, Hebburn South, Monkton e Primrose, e i ward del Borough di Gateshead di Pelaw and Heworth, e Wardley and Leam Lane.

A seguito delle modifiche che hanno avuto effetto a partire dalle elezioni generali del 2010, il collegio comprendeva parte del distretto metropolitano del South Tyneside, inclusi gli insediamenti di Jarrow, Boldon, Cleadon e Hebburn, oltre a due ward dell'adiacente borgo metropolitano di Gateshead, che comprendeva Pelaw e Wardley.

## Membri del parlamento
| Elezione | Elezione          | Deputato               | Partito          |
| -------- | ----------------- | ---------------------- | ---------------- |
|          | 1885              | Charles Palmer         | Liberale         |
|          | 1907 (S)          | Pete Curran            | Laburista        |
|          | Gen 1910          | Godfrey Palmer         | Liberale         |
|          | 1922              | Robert John Wilson     | Laburista        |
|          | 1931              | William George Pearson | Conservatore     |
|          | 1935              | Ellen Wilkinson        | Laburista        |
| 1947 (S) | Ernest Fernyhough |                        | Laburista        |
| 1979     | Don Dixon         |                        | Laburista        |
| 1997     | Stephen Hepburn   |                        | Laburista        |
|          | Stephen Hepburn   | 2019                   | Indipendente     |
|          | 2019              | Kate Osborne           | Laburista        |
|          | 2024              | Collegio abolito       | Collegio abolito |

## Elezioni

### Elezioni negli anni 2010
| Partito                    | Partito                                | Candidato                  | Risultati 12 dicembre 2019 | Risultati 12 dicembre 2019 |
| Partito                    | Partito                                | Candidato                  | Voti                       | %                          |
| -------------------------- | -------------------------------------- | -------------------------- | -------------------------- | -------------------------- |
|                            | Laburista                              | Kate Osborne               | 18 363                     | 45,08                      |
|                            | Conservatore                           | Nick Oliver                | 11 243                     | 27,60                      |
|                            | Brexit                                 | Richard Monaghan           | 4 122                      | 10,12                      |
|                            | Indipendente                           | John Robertson             | 2 991                      | 7,34                       |
|                            | Lib Dem                                | David Wilkinson            | 2 360                      | 5,79                       |
|                            | Verdi                                  | James Milne                | 831                        | 2,04                       |
|                            | Indipendente                           | Shaun Sadler               | 614                        | 1,51                       |
|                            | SDP                                    | Mark Conway                | 212                        | 0,52                       |
|                            |                                        |                            |                            |                            |
| Iscritti                   | Iscritti                               | Iscritti                   | 65 103                     | 100,00                     |
| ↳ Votanti (% su iscritti)  | ↳ Votanti (% su iscritti)              | ↳ Votanti (% su iscritti)  | 40 736                     | 62,57                      |
| ↳ Astenuti (% su iscritti) | ↳ Astenuti (% su iscritti)             | ↳ Astenuti (% su iscritti) | 24 367                     | 37,43                      |
|                            |                                        |                            |                            |                            |
|                            | Esito: collegio confermato a Laburista |                            |                            |                            |

| Partito                    | Partito                                | Candidato                  | Risultati 8 giugno 2017 | Risultati 8 giugno 2017 |
| Partito                    | Partito                                | Candidato                  | Voti                    | %                       |
| -------------------------- | -------------------------------------- | -------------------------- | ----------------------- | ----------------------- |
|                            | Laburista                              | Stephen Hepburn            | 28 020                  | 65,13                   |
|                            | Conservatore                           | Robin Gwynn                | 10 757                  | 25,00                   |
|                            | UKIP                                   | James Askwith              | 2 338                   | 5,43                    |
|                            | Lib Dem                                | Peter Maughan              | 1 163                   | 2,70                    |
|                            | Verdi                                  | David Herbert              | 745                     | 1,73                    |
|                            |                                        |                            |                         |                         |
| Iscritti                   | Iscritti                               | Iscritti                   | 71 230                  | 100,00                  |
| ↳ Votanti (% su iscritti)  | ↳ Votanti (% su iscritti)              | ↳ Votanti (% su iscritti)  | 43 023                  | 60,40                   |
| ↳ Astenuti (% su iscritti) | ↳ Astenuti (% su iscritti)             | ↳ Astenuti (% su iscritti) | 28 207                  | 39,60                   |
|                            |                                        |                            |                         |                         |
|                            | Esito: collegio confermato a Laburista |                            |                         |                         |

| Partito                    | Partito                                | Candidato                  | Risultati 7 maggio 2015 | Risultati 7 maggio 2015 |
| Partito                    | Partito                                | Candidato                  | Voti                    | %                       |
| -------------------------- | -------------------------------------- | -------------------------- | ----------------------- | ----------------------- |
|                            | Laburista                              | Stephen Hepburn            | 21 464                  | 55,66                   |
|                            | UKIP                                   | Steve Harrison             | 7 583                   | 19,66                   |
|                            | Conservatore                           | Nick Mason                 | 6 584                   | 17,07                   |
|                            | Verdi                                  | David Herbert              | 1 310                   | 3,40                    |
|                            | Lib Dem                                | Stan Collins               | 1 238                   | 3,21                    |
|                            | TUSC                                   | Norman Hall                | 385                     | 1,00                    |
|                            |                                        |                            |                         |                         |
| Iscritti                   | Iscritti                               | Iscritti                   | 58 078                  | 100,00                  |
| ↳ Votanti (% su iscritti)  | ↳ Votanti (% su iscritti)              | ↳ Votanti (% su iscritti)  | 38 564                  | 66,40                   |
| ↳ Astenuti (% su iscritti) | ↳ Astenuti (% su iscritti)             | ↳ Astenuti (% su iscritti) | 19 514                  | 33,60                   |
|                            |                                        |                            |                         |                         |
|                            | Esito: collegio confermato a Laburista |                            |                         |                         |

| Partito                    | Partito                                | Candidato                  | Risultati 6 maggio 2010 | Risultati 6 maggio 2010 |
| Partito                    | Partito                                | Candidato                  | Voti                    | %                       |
| -------------------------- | -------------------------------------- | -------------------------- | ----------------------- | ----------------------- |
|                            | Laburista                              | Stephen Hepburn            | 20 910                  | 53,91                   |
|                            | Conservatore                           | Jeff Milburn               | 8 002                   | 20,63                   |
|                            | Lib Dem                                | Tom Appleby                | 7 163                   | 18,47                   |
|                            | BNP                                    | Andy Swaddle               | 2 709                   | 6,98                    |
|                            |                                        |                            |                         |                         |
| Iscritti                   | Iscritti                               | Iscritti                   | 64 318                  | 100,00                  |
| ↳ Votanti (% su iscritti)  | ↳ Votanti (% su iscritti)              | ↳ Votanti (% su iscritti)  | 38 784                  | 60,30                   |
| ↳ Astenuti (% su iscritti) | ↳ Astenuti (% su iscritti)             | ↳ Astenuti (% su iscritti) | 25 534                  | 39,70                   |
|                            |                                        |                            |                         |                         |
|                            | Esito: collegio confermato a Laburista |                            |                         |                         |

### Elezioni negli anni 2000
| Partito                    | Partito                                | Candidato                  | Risultati 5 maggio 2005 | Risultati 5 maggio 2005 |
| Partito                    | Partito                                | Candidato                  | Voti                    | %                       |
| -------------------------- | -------------------------------------- | -------------------------- | ----------------------- | ----------------------- |
|                            | Laburista                              | Stephen Hepburn            | 20 554                  | 60,49                   |
|                            | Lib Dem                                | Bill Schardt               | 6 650                   | 19,57                   |
|                            | Conservatore                           | Linkson A.S. Jack          | 4 807                   | 14,15                   |
|                            | UKIP                                   | Alan Badger                | 1 567                   | 4,61                    |
|                            | Safeguard the National Health Service  | Roger Nettleship           | 400                     | 1,18                    |
|                            |                                        |                            |                         |                         |
| Iscritti                   | Iscritti                               | Iscritti                   | 61 778                  | 100,00                  |
| ↳ Votanti (% su iscritti)  | ↳ Votanti (% su iscritti)              | ↳ Votanti (% su iscritti)  | 33 978                  | 55,00                   |
| ↳ Astenuti (% su iscritti) | ↳ Astenuti (% su iscritti)             | ↳ Astenuti (% su iscritti) | 27 800                  | 45,00                   |
|                            |                                        |                            |                         |                         |
|                            | Esito: collegio confermato a Laburista |                            |                         |                         |

| Partito                    | Partito                                | Candidato                  | Risultati 7 giugno 2001 | Risultati 7 giugno 2001 |
| Partito                    | Partito                                | Candidato                  | Voti                    | %                       |
| -------------------------- | -------------------------------------- | -------------------------- | ----------------------- | ----------------------- |
|                            | Laburista                              | Stephen Hepburn            | 22 777                  | 66,06                   |
|                            | Lib Dem                                | James Selby                | 5 182                   | 15,03                   |
|                            | Conservatore                           | Donald Wood                | 5 056                   | 14,66                   |
|                            | UKIP                                   | Alan Badger                | 716                     | 2,08                    |
|                            | Indipendente                           | Alan J. Le Blond           | 391                     | 1,13                    |
|                            | Socialista                             | John Bissett               | 357                     | 1,04                    |
|                            |                                        |                            |                         |                         |
| Iscritti                   | Iscritti                               | Iscritti                   | 62 575                  | 100,00                  |
| ↳ Votanti (% su iscritti)  | ↳ Votanti (% su iscritti)              | ↳ Votanti (% su iscritti)  | 34 479                  | 55,10                   |
| ↳ Astenuti (% su iscritti) | ↳ Astenuti (% su iscritti)             | ↳ Astenuti (% su iscritti) | 28 096                  | 44,90                   |
|                            |                                        |                            |                         |                         |
|                            | Esito: collegio confermato a Laburista |                            |                         |                         |

## Risultati dei referendum

### Referendum sulla permanenza del Regno Unito nell'Unione europea del 2016
|             | Collegio | Lasciare UE % | Rimanere in UE % |
| ----------- | -------- | ------------- | ---------------- |
|             | Jarrow   | 61,6%         | 38,4%            |
| Inghilterra | 53,3%    | 46,7%         |                  |
| Regno Unito | 51,9%    | 48,1%         |                  |